# جورج جاردين
جورج جاردين (بالإنجليزية: George Jardine)‏ هو لاعب دوري الرغبي أسترالي، ولد في 1928، وتوفي في 29 مايو 2015.